# Astrocaryum
Astrocaryum G.Mey. è un genere di piante della famiglia delle Arecacee (o Palme).

## Tassonomia
Il genere comprende le seguenti specie:
- Astrocaryum acaule Mart.
- Astrocaryum aculeatissimum (Schott) Burret
- Astrocaryum aculeatum G.Mey.
- Astrocaryum alatum Loomis
- Astrocaryum arenarium Barb.Rodr.
- Astrocaryum campestre Mart.
- Astrocaryum carnosum F.Kahn & B.Millán
- Astrocaryum chambira Burret
- Astrocaryum chonta Mart.
- Astrocaryum ciliatum F.Kahn & B.Millán
- Astrocaryum confertum H.Wendl. ex Burret
- Astrocaryum echinatum Barb.Rodr.
- Astrocaryum faranae F.Kahn & E.Ferreira
- Astrocaryum farinosum Barb.Rodr.
- Astrocaryum ferrugineum F.Kahn & B.Millán
- Astrocaryum giganteum Barb.Rodr.
- Astrocaryum gratum F.Kahn & B.Millán
- Astrocaryum huaimi Mart.
- Astrocaryum huicungo Dammer ex Burret
- Astrocaryum jauari Mart.
- Astrocaryum javarense (Trail) Drude
- Astrocaryum macrocalyx Burret
- Astrocaryum malybo H.Karst.
- Astrocaryum mexicanum  Liebm. exMart.
- Astrocaryum minus Trail
- Astrocaryum murumuru Mart.
- Astrocaryum paramaca Mart.
- Astrocaryum perangustatum F.Kahn & B.Millán
- Astrocaryum rodriguesii Trail
- Astrocaryum sciophilum (Miq.) Pulle
- Astrocaryum scopatum F.Kahn & B.Millán
- Astrocaryum sociale Barb.Rodr.
- Astrocaryum standleyanum L.H.Bailey
- Astrocaryum triandrum Galeano-Garces, R.Bernal & F.Kahn
- Astrocaryum tucuma Mart.
- Astrocaryum ulei Burret
- Astrocaryum urostachys Burret
- Astrocaryum vulgare Mart.